# František Pospíšil (1963)
František Pospíšil (* 21. prosince 1963) je bývalý český hokejový obránce. Jeho otcem je bývalý dlouholetý kapitán československé reprezentace František Pospíšil. Po skončení aktivní kariéry působil jako trenér.

## Hokejová kariéra
V československé lize hrál za CHZ Litvínov a Poldi Kladno. Odehrál 7 ligových sezón, nastoupil ve 159 ligových utkáních, dal 9 gólů a měl 20 asistenci. V nižších soutěžích hrál i za VS Tábor.

## Klubové statistiky
| Sezona    | Klub         | Soutěž  | Základní část | Základní část | Základní část | Základní část | Základní část | Play-off | Play-off | Play-off | Play-off | Play-off |
| Sezona    | Klub         | Soutěž  | Z             | G             | A             | B             | TM            | Z        | G        | A        | B        | TM       |
| --------- | ------------ | ------- | ------------- | ------------- | ------------- | ------------- | ------------- | -------- | -------- | -------- | -------- | -------- |
| 1981/1982 | Poldi Kladno | 1. liga | 2             | 0             | 0             | 0             | 2             |          |          |          |          |          |
| 1982/1983 | Poldi Kladno | 1. liga | 21            | 0             | 3             | 3             | 16            |          |          |          |          |          |
| 1983/1984 | Poldi Kladno | 2. liga | 35            | 6             | -             | -             | 6             | 4        | 1        |          |          |          |
| 1984/1985 | CHZ Litvínov | 1. liga | 25            | 3             | 6             | 9             | 24            |          |          |          |          |          |
| 1985/1986 | CHZ Litvínov | 1. liga | 22            | 2             | 2             | 4             | -             |          |          |          |          |          |
| 1986/1987 | Poldi Kladno | 2. liga | 28            | 2             | 6             | 8             | 28            | 7        | 0        | -        | -        | 4        |
| 1987/1988 | Poldi Kladno | 1. liga | 32            | 1             | 0             | 1             | 18            | 13       | 0        | 3        | 3        | 14       |
| 1988/1989 | Poldi Kladno | 1. liga | 29            | 0             | 3             | 3             | 28            | 5        | 0        | 0        | 0        | 8        |
| 1989/1990 | VS Tábor     | 2. liga | 34            | 5             | 8             | 13            | -             |          |          |          |          |          |
| 1990/1991 | Poldi Kladno | 1. liga | 28            | 3             | 6             | 9             | 8             |          |          |          |          |          |